# Democracia e Liberdade - A Margarida
A Democracia e Liberdade-A Margarida (em italiano: Democrazia è Libertà-La Margherita, simplesmente conhecido por "A Margarida", "La Margherita") foi um partido político italiano, criado em 2000, através da fusão de três partidos: Partido Popular Italiano, Os Democratas e Renovação Italiana.
O presidente e fundador foi Francesco Rutelli, antigo Presidente da Câmara de Roma. O partido tinha vários componentes ideológicas: centristas, cristãos de esquerda, liberais, social liberais e, até, social-democratas. 
Em 2007, juntou-se aos Democratas de Esquerda para dar origem ao Partido Democrático.

## Resultados eleitorais

### Eleições legislativas

#### Câmara dos Deputados
| Data | Votos     | %         | Deputados | +/- | Status   | Notas         |
| ---- | --------- | --------- | --------- | --- | -------- | ------------- |
| 2001 | 5 391 827 | 14,5 (#3) | 80 / 630  |     | Oposição |               |
| 2006 | N/D       | N/D       | 90 / 630  | 10  | Governo  | na A Oliveira |

#### Senado
| Data | Votos     | %         | Deputados | +/- | Notas         |
| ---- | --------- | --------- | --------- | --- | ------------- |
| 2001 | N/D       | N/D       | 43 / 315  |     | na A Oliveira |
| 2006 | 3 664 622 | 10,5 (#4) | 39 / 315  | 4   |               |

### Eleições europeias
| Data | Votos | %   | Deputados | Notas         |
| ---- | ----- | --- | --------- | ------------- |
| 2004 | N/D   | N/D | 7 / 78    | na A Oliveira |